# Munna subneglecta
Munna subneglecta är en kräftdjursart som beskrevs av Gurjanova 1936. Munna subneglecta ingår i släktet Munna och familjen Munnidae. Inga underarter finns listade i Catalogue of Life.